# فاطمه سهرابی
فاطمه سهرابی (به انگلیسی: Fatemeh Sohrabi) فوتبالیست ایرانی است که به عنوان مدافع در باشگاه فوتبال زنان فوتبال کوثر مس رفسنجان و تیم ملی بزرگسالان زنان ایران بازی می‌کند.

## زندگی
«از نظر من آینده و موفقیت تیم ملی از هرچیزی مهمتر است حتی اینکه نام بازیکنان کرمانی در لیست نباشد. درست است تیم‌های کرمانی گل سرسبد لیگ هستند اما ایران از لحاظ بازیکن بیشتر از هر زمانی غنی شده و دست مربیان در انتخاب بازیکنان خیلی باز است. خانم مریم آزمون و خانم کتایون خوسرویار بسیار حرفه ای و پرتلاش هستند و مطمئناً بهتر از هرکسی با تیم‌های ملی و بازیکنان آشنا هستند و از همه ابعاد به تیم نگاه می‌کنند و من مطمئن هستم که بهترین تصمیم‌ها را می‌گیرند؛ عوض شدن لیست بازیکنان مطمئناً تفکرات زیادی پشت خودش دارد از جمله مهمترین آنها که جوانگرایی است و من به این تصمیم احترام می‌گذارم.»

-فاطمه سهرابی
فاطمه سهرابی زاده ۱۵ شهریور ۱۳۶۹ در کرمان است.

## حرفه

### ملی
وی در تیم ملی و باشگاهی در پست هافبک با شماره پیراهن ۴ بازی می‌کند.

### باشگاهی
او تجربه بازی در تیم‌های فوتبال ساحلی و فوتسال را نیز دارد و خانم گل لیگ برتر فوتبال ساحلی شده‌است.
وی در حال حاضر در تیم فوتسال بانوان سایپا بازی می‌کند.